# 真裸頂鯛
真裸頂鯛（学名：Gymnocranius euanus），又稱真白鱲、日本裸頂鯛、臼齒裸頂鯛，俗名龍尖，为龍占魚科裸頂鯛屬下的一个种。

## 分布
本魚分布於西太平洋區，包括日本、台灣、中國、泰國、越南、馬來西亞、印尼、澳洲、柬埔寨、新喀里多尼亞、斐濟群島、菲律賓、索羅門群島、諾魯、密克羅尼西亞、馬紹爾群島、馬里亞納群島、吐瓦魯、東加、吉里巴斯、萬納杜、薩摩亞群島等海域。

## 深度
水深15至50公尺。

## 特徵
本魚體高大而側扁，鱗片粗大，附著緊密，全身各部均為圓鱗。體色為銀白色至灰色。其齒型均為細小的圓錐齒，少數為犬齒，均無臼齒。體側有4至5條不規則橫帶，但並不明顯。背鰭硬棘10枚、軟條10枚；臀鰭硬棘3枚、軟條10枚。體長可達45公分。

## 生態
本魚棲息在岩礁或珊瑚礁區之砂石海域，屬肉食性，以甲殼類、魚類或頭足類為食。

## 經濟利用
美味的食用魚，可做成生魚片或燒烤食用，但市面上較少見